# Diplostix arriagadai
Diplostix arriagadai är en skalbaggsart som beskrevs av Vienna 2007. Diplostix arriagadai ingår i släktet Diplostix och familjen stumpbaggar. Inga underarter finns listade i Catalogue of Life.